# Patrice Lafargue
Pour les articles homonymes, voir Lafargue.
Patrice Lafargue, né le 22 juin 1961 à Nevers (Bourgogne Franche-Comté), est un dirigeant d’entreprise français. Il est président et fondateur du Groupe IDEC, société agissant dans les grands segments immobiliers, en France et à l’étranger. 
Patrice Lafargue est également engagé dans le monde du sport en tant que pilote automobile et propriétaire d'IDEC Sport, qui opère notamment le maxi-trimaran du même nom, barré par le skipper Francis Joyon, et l'écurie IDEC Sport Racing. Il compte quatre participations aux 24 Heures du Mans, en 2011 et 2017, 2018 et 2019.

## Débuts
En début de carrière, Patrice Lafargue évolue au sein de plusieurs entreprises du BTP, dans des fonctions techniques et commerciales. Il y acquiert la connaissance du secteur, avant de se lancer dans la création de sa propre activité.

## Entrepreneur
En 2000, Patrice Lafargue rachète les parts d’une entreprise blésoise spécialisée dans l’immobilier, pour poser les bases d’une nouvelle structure, le Groupe IDEC. Avec ses quatre associés historiques, Tony Morais, Adel Kaddour, Christophe Simonnet et Michel Rivière, il bâtit avec une vingtaine de collaborateurs une entreprise dont la croissance est constante depuis près de 20 ans.
Le Groupe IDEC est aujourd’hui un acteur reconnu dans le secteur de l’immobilier à différents niveaux : l’aménagement, la promotion, la conception-construction, la création de solutions énergétiques et l’investissement dans des projets variés. Avec toujours à sa tête Patrice Lafargue, le groupe emploie plus de 400 collaborateurs et réalise chaque année près de 400 000 m2 d’opérations logistiques, commerciales, industrielles, résidentielles ou tertiaires, en France et à l’étranger.

## Engagements
Sous son impulsion, le Groupe IDEC est une entreprise engagée sur des enjeux médicaux ou sportifs : le groupe est notamment partenaire privilégié depuis 18 ans de l'Institut du cerveau, et soutient de grands sportifs dans des disciplines telles que le football, le basket, la voile, etc.

## Autres mandats
Patrice Lafargue est membre depuis 2019 du conseil d’administration du CIC Ouest.  

## Course automobile
En 2006, Patrice Lafargue prend part à une manche de championnat de France FFSA GT à bord de la Porsche 911 GT3 RS (996) de l'équipe Ruffier Racing.
En 2010 et 2011, il dispute quelques manches de l'American Le Mans Series. En 2011, il participe aux 24 Heures du Mans dans la catégorie LMP2 avec l'écurie Oak Racing. Il termine l'épreuve au vingt-cinquième rang du classement général. Début juillet, il dispute les 6 Heures d'Imola qu'il termine à la vingt-neuvième place,.
En 2015, sur les bases du Ruffier Racing, il crée sa propre écurie de sport automobile : IDEC Sport Racing.
Le 27 janvier 2017, il se rend à Brest pour accueillir l'arrivée de IDEC Sport skippé par Francis Joyon et son équipage, vainqueur du Trophée Jules-Verne. En juin, il participe de nouveau aux 24 Heures du Mans, cette fois avec sa propre structure, l’IDEC Sport Racing. Au volant de la Ligier JS P217, il se classe douzième. Cette année là, il est classé bronze par la Fédération internationale de l'automobile.
En 2018, lors des 4 Heures de Spa, s'occupant de son fils hospitalisé, il est remplacé par Nicolas Minassian au volant de la Ligier JS P217.